# Spariolenus
Genre
Spariolenus est un genre d'araignées aranéomorphes de la famille des Sparassidae.

## Distribution
Les espèces de ce genre se rencontrent en Asie.

## Liste des espèces
Selon World Spider Catalog (version 25.0, 25/06/2024) :
- Spariolenus aratta Moradmand & Jäger, 2011
- Spariolenus badakhshanicus Fomichev, 2024
- Spariolenus bakasura Moradmand, Wesal & Kulkarni, 2023
- Spariolenus baluchistanicus Moradmand, Wesal & Kulkarni, 2023
- Spariolenus buxa (Saha, Biswas & Raychaudhuri, 1995)
- Spariolenus darvazicus Fomichev, 2024
- Spariolenus fathpouri Moradmand, 2017
- Spariolenus hormozii Moradmand, 2017
- Spariolenus iranomaximus Moradmand & Jäger, 2011
- Spariolenus kabandha Moradmand, Wesal & Kulkarni, 2023
- Spariolenus khoozestanus Zamani, 2016
- Spariolenus lindbergi (Roewer, 1962)
- Spariolenus manesht Moradmand & Jäger, 2011
- Spariolenus mansourii Moradmand, 2017
- Spariolenus omidvarbrothers Moradmand, Wesal & Kulkarni, 2023
- Spariolenus secundus Jäger, 2006
- Spariolenus taeniatus Thorell, 1890
- Spariolenus taprobanicus (Walckenaer, 1837)
- Spariolenus tigris Simon, 1880
- Spariolenus zagros Moradmand & Jäger, 2011

## Systématique et taxinomie
Ce genre a été décrit par Simon en 1880 dans les Sparassidae.

## Publication originale
- Simon, 1880 : « Révision de la famille des Sparassidae (Arachnides). » Actes de la Société Linnéenne de Bordeaux, vol. 34, p. 223-351 (texte intégral).